# 辛西亚纳 (肯塔基州)
辛西亚纳（英語：Cynthiana），是美国肯塔基州的一座城市。建立于1793年，面积约为10.6平方公里（4.1平方英里）。根据2010年美国人口普查，该市的人口为6,402人。